# 永野藤夫
永野 藤夫（ながの ふじお、1918年2月8日 - 2002年6月6日）は、日本のドイツ文学者、横浜国立大学名誉教授。ドイツ演劇、キリスト教文学が専門、文芸評論も書いた。

## 生涯
福島県生まれ。1941年、東京帝国大学独文科卒。横浜国立大学助教授、教授。1964年、「宗教改革時代のドイツ演劇 その史的発展の考察」で東京大学文学博士。1976年、定年、名誉教授。
1991年、勲三等旭日中綬章を受章。2002年6月6日、肺炎のため死去。

## 著書
- オーベルアムメルガウ受難劇研究　中央出版社、1950
- 独逸中世宗教劇概説　中央出版社、1950
- ドイツ語30時間　第三書房、1961、新版1982
- 宗教改革時代のドイツ演劇 その史的発展の考察　創文社（全2巻）、1962-1963
- 世界の文学　中央出版社、1968
- バロック時代のドイツ演劇　東洋出版、1974
- 啓蒙時代のドイツ演劇 レッシングとその時代　東洋出版、1978
- 疾風怒涛時代のドイツ演劇　若きゲーテ・シラーとその時代　東洋出版、1982
- 古典主義時代のドイツ演劇　ゲーテ・シラーとその時代　東洋出版、1984
- 世界の演劇文化史 人類史の生のリズムを映す世界劇場　原書房、2001

## 翻訳
- 運命の樹　ドロステ・ヒュルスホフ 甲文社、1949 カトリック古典文芸叢書
- ラインハルト・ヨハネス・ゾルゲわたしたちの道　ズザンネ・マリア・ゾルゲ 中央出版社、1949
- パスカル キリスト教的意識　ロマーノ・グァルディーニ 創文社、1957
- 不安と冒険　ペーター・ヴースト 創文社、1957
- 兵士フェルテンの記録 ゲルハルト・クラーマー 川崎芳隆共訳、春陽堂、1957
- 永遠の女性　ゲルトルート・フォン・ル・フォール 磯見昭太郎共訳、ヴェリタス書院、1958 現代カトリック文芸叢書
- ドストエーフスキイ 五大ロマンをめぐって　ロマーノ・グァルディーニ 創文社、1958
- 両親の十戒　ヴェリンヌ 中央出版社 心理学、1961
- ペスタロッチ 隠者の夕暮　世界人生論全集（13）ドイツ 筑摩書房、1963
- 謝肉祭劇選 ハンス・ザックス　筑摩書房・世界文学大系（74）ルネサンス文学集、1964
- 私は何か キリスト教的人間学について　ルネ・ル・トロクエ ドン・ボスコ社、1965 カトリック全書
- ドーナウエシンゲン受難劇　筑摩書房：世界文学大系（66）中世文学集Ⅱ、1966
- 荒野の狼　ヘッセ　講談社文庫 1972
- 知と愛－ナルチスとゴルトムント　ヘッセ　講談社文庫 1972
- イミタチオ・クリスティ キリストにならいて トマス・ア・ケンピス

呉茂一共訳、講談社、1975、講談社学術文庫、2019／改訳版：エルサレム宗教文化研究所「エルサレム文庫」、1986
- 巡礼の書 アッシジのフランシスコを賛えて ヨハンネス・ヨルゲンセン 中央出版社、1976
- アシジの聖フランシスコ　イエンス・ヨハンネス・ヨルゲンセン 講談社、1977／平凡社ライブラリー 1997.8
- 地質学　ゲーテ全集14 潮出版社、1980、新版2003
- ドイツの怪奇民話 グレッセ編 相沢博共訳　世界の怪奇民話2・評論社、1982
- 中世ヨーロッパ生活誌 1・2　オットー・ボルスト 青木誠之・井本晌二共訳、白水社、1985、新版1998
- ヘルメティック・サークル 晩年のユングとヘッセ　ミゲール・セラノ 小川捷之共訳、みすず書房、1985.2
- 聖フランシスコの小さき花　講談社、1986.12／サンパウロ、2001
- 中世の巷にて 環境・共同体・生活形式 上・下 アルノ・ボルスト 青木誠之・井本晌二共訳、平凡社、1986-87
- 中世ヨーロッパ結婚譚　M.ダッラピアッツァ編 白水社、1987.1
- 放浪者の書 博打うち、娼婦、ペテン師　ハイナー・ベーンケ、ロルフ・ヨハンスマイアー編 平凡社、1989.2
- モードの生活文化史 1・2 マックス・フォン・ベーン著 イングーリト・ロシェク編 井本晌二共訳、河出書房新社、1989-90
- カルミナ・ブラーナ ベネディクトボイエルン歌集 全訳　筑摩書房、1990.12
- 図説中世の光と影 一つの完結した世界の歴史 上・下 フェルディナント・ザイプト 今田理枝共訳、原書房、1996.12
- ローマ人物語 ゲスタ・ローマノールム　東峰書房、1996.8
- こころのビタミン　フィル・ボスマンス 女子パウロ会、1998.10
- 奇跡とは カエサリウス編 天使館、1999.3
- 聖母のロザリオの祈り ロマーノ・グァルディーニ 天使館、1999.11
- 聖いしるし 見えぬ恵みの見える形と象徴　ロマーノ・グァルディーニ 天使館、2001.4
- 死のあとにくること　ロマーノ・グァルディーニ 天使館、2001.4
- 主の祈り　ロマーノ・グァルディーニ 天使館、2001.4
- 権力について 道案内の試み　ロマーノ・グァルディーニ 天使館、2002.3 ロマーノ・グァルディーニ名著選
- 世界と個人・摂理 キリスト教的人間論の試み　ロマーノ・グァルディーニ 天使館、2002.4 ロマーノ・グァルディーニ名著選

## 参考
- 「中世ヨーロッパ結婚譚」訳者紹介